# 楊栢
楊栢（1517年—？），字允節，號古巖，河南歸德府商丘縣人，民籍，明朝政治人物。同進士出身。

## 生平
嘉靖十六年（1537年）丁酉科河南鄉試第五十三名舉人，三十五年（1556年）中式丙辰科會試第一百八十七名，三甲第一百四十名進士。礼部观政，授行人司行人，四十年（1562年）六月考选山东道試御史，十月實授，四十二年（1564年）巡按辽东，四十三年巡按江西。隆庆四年（1570年）三月升陕西按察司副使，六年（1572年）四月升湖广布政司右参政、仍兼副使整饬岳州九永等处兵备，万历二年（1574年）正月升湖广按察使，三年（1575年）六月升湖广右布政使。

## 家族
曾祖楊瑾；祖父楊禮；父楊淵，府照磨贈御史。母裴氏，封太孺人。兄楊校（監生）、楊楠（太醫院院判），弟楊柯、楊梯、楊榜（署都指揮僉事）、楊楫（山東按察司副使）。